# Centropogon hirsutus
Centropogon hirsutus är en klockväxtart som beskrevs av Henry Allan Gleason. Centropogon hirsutus ingår i släktet Centropogon och familjen klockväxter. Inga underarter finns listade i Catalogue of Life.